# Tehuis Oosteinde
Tehuis Oosteinde was een opvangtehuis en een cultureel en educatief centrum voor Duits-Joodse vluchtelingen in Amsterdam. Vanaf februari 1941 zat hier een afdeling van de Joodse Raad gevestigd.

## Geschiedenis
Op initiatief van het Comité voor Bijzondere Joodsche Belangen werd het tehuis in 1937 geopend. Het was gevestigd aan Oosteinde 16 en bedoeld voor de opvang van Duits-Joodse vluchtelingen. Het tehuis was daarnaast ook een educatief en cultureel centrum waar allerlei (beroeps)cursussen en taallessen aangeboden werden. Onder meer Rosey E. Pool gaf hier Engelse les aan emigranten die plannen hadden verder te emigreren. In het gebouw was een bibliotheek gevestigd en er werden lezingen en cabaretvoorstellingen gegeven. Ook had het een afdeling voor jeugdwerk en sociale hulp.
Voor het inrichten van het tehuis was het afhankelijk van giften. Vanaf 1939 viel het pand aan Oosteinde 24 ook onder Tehuis Oosteinde.
Het tehuis stond onder leiding van onder meer Jakob Hermann Bier (directeur) en Alice Heymann-David (secretaresse en adjunct-directrice). Het had tussen de vijftienhonderd en tweeduizend leden.

### Verzetsgroep Oosteinde
In Tehuis Oosteinde vormde de verzetsgroep Oosteinde, later verzetsgroep Van Dien genoemd. Vanaf 1942 hielden zij zich bezig met het vervalsen van documenten, het verspreiden van illegale kranten en het helpen bij ontsnappingen uit Kamp Westerbork en de Hollandsche Schouwburg.

### Opheffing
Na de opheffing van de Joodsche Raad in juli 1943 sloot Tehuis Oosteinde. Het even deel van Oosteinde bestond uit een rij woonhuizen met daarachter een galerij, beide naar ontwerp van Dolf van Gendt. Het gebouw bood vanaf zomer 1944 onderdak aan de Pieter van Foreestkliniek. De galerij behoorde bij het Paleis voor Volksvlijt, dat in 1929 afbrandde. De woningen en galerij bleven tot medio 1962 staan. Toen werden ze gesloopt om plaats te maken voor het gebouw van De Nederlandsche Bank.